# Leuciscus idus
El cacho o cachuelo (Leuciscus idus) es una especie de peces de la familia Cyprinidae en el orden Cypriniformes.

## Morfología
Los machos pueden llegar alcanzar los 76 cm de longitud total.

## Hábitat
Es un pez de agua dulce.

## Distribución geográfica
Se encuentra en ríos, estanques y lagos más grandes en el norte de Europa y Asia. Se ha introducido fuera de su área de distribución nativa en Europa, América del Norte y Nueva Zelanda. Es un pez ornamental popular, que generalmente se mantiene en estanques al aire libre en regiones templadas de donde a menudo escapa.